# Opòssum orellut
L'opòssum orellut (Didelphis aurita) és una espècie d'opòssum de Sud-amèrica. Viu a l'Argentina, el Brasil i el Paraguai.
Aquesta espècie, antigament considerada una subpoblació de l'opòssum comú (D. marsupialis), fou originalment descrita com a D. azarae per Coenraad Jacob Temminck el 1824, però aquest nom fou incorrectament donat a l'opòssum d'Azara durant més de 160 anys. Per això, el nom azarae ha estat abandonat.